# Efrosinia van Polatsk
Efrosinia van Polatsk (Wit-Russisch: Еўфрасіння Полацкая) (Polatsk, 1104 - Mar Saba, 1167) was een Wit-Russische non en is de beschermheilige van Wit-Rusland. De feestdag van Efrosinia van Polatsk is op 23 mei.

## Biografie
Efrosinia van Polatsk werd onder de naam Predslava geboren als de dochter van Svyatoslav-Georg, de tweede zoon van vorst Vseslav van Polotsk. Ze wees een huwelijksaanzoek af en liep weg naar het klooster waar haar tante abdis was. Ze werd in het klooster opgenomen en nam daar de naam Efrosinia aan. Met de zegen van de bisschop van Polatsk ging ze bij de huidige Kathedraal van Polatsk wonen en bracht ze haar tijd door met het kopiëren van boeken.
In 1128 werd Efrosinia belast met de taak van het opzetten van een vrouwenklooster door bisschop Elias van Polatsk. In het nieuw opgerichte klooster van Seltso leerde ze andere vrouwen de kunst van het kopiëren van boeken. Ook werd door haar inzet de huidige kathedraal in Polatsk gebouwd. Daarnaast stichtte Efrosinia een mannenklooster en twee kerken. Kort voor haar dood ondernam ze samen met haar neef David en zuster Eupraxia een pelgrimsreis naar de heilige plaatsen. Na het bezoeken van Constantinopel overleed ze nabij Jeruzalem. In 1187 werd haar lichaam overgebracht naar het Holenklooster van Kiev en werden in 1910 overgebracht naar het klooster dat ze gesticht had.